# キラーコンテンツ (お笑いコンビ)
キラーコンテンツは、日本のお笑いコンビ。株式会社デューズ及び漫才協会所属。

## メンバー
長谷川 崇（はせがわ たかし、1984年1月26日（41歳） - ）
ボケ担当。
東京都大田区出身、血液型はB型。
趣味は読書、特撮、野球（阪神タイガースファン）、カラオケ、歴史（幕末）。特技はゲーム、漫画。
元引きこもり。

和出 仁（わで ひとし、1975年5月6日（49歳） - ）
ツッコミ・ネタ作り担当。
愛知県豊田市出身、血液型はA型。
趣味は映画鑑賞、舞台、野球、フットサル。特技は剣道、テニス。
かつては相方・長谷川の引きこもりを友達として支援していた。

## 来歴
長谷川は小学校の頃からいじめを受けており、幼くして母を亡くし父は仕事のため家を留守にすることがほとんどでいじめを相談できる人が周りにおらず、中学へ進学後は徐々に引きこもるようになった。阪神タイガースのファンだったことで家から横浜スタジアムのレフトスタンドに訪れた時は、周りの大人たちがジュースを奢ってくれたりして可愛がってもらい嬉しくなったという。そしてどうにか高校には入ったものの1ヶ月近く通ったところで中退した。その頃はいつも深夜のラジオ番組を聴き、パーソナリティーを務めていた芸人の言葉に深く共感を覚え芸人への憧れを抱き始める。父へ芸人になりたい思いを相談してみるとあっさり承諾され、NSCに入学した。
ネタ見せにおいて他人の目も気にせず堂々と一発ギャグをやる長谷川を見た和出は感心を覚え、家へ帰る方向も同じだったことから自然と仲良くなりコンビ結成。NSCへ入った後の長谷川は高校よりも時間が自由で、それに伴って引きこもる時間も長くなっていた。和出がネタ合わせをしたくても「出たくない」の一点張りであったため、和出は長谷川の好きなことを一緒に体験する日々を積み重ねていった。

## 芸風
主に漫才で、長谷川の周囲の人々とのやりとりを元にしたものが多い。
歴史上の人物を織り交ぜたネタや、振り込め詐欺といった防犯啓蒙および選挙啓蒙のネタも持つ。
漫才新人大賞には3年連続で本戦進出。

## 出演

### テレビ
- ゆうどき（NHK）
- 出没!アド街ック天国（テレビ東京）
- お笑い演芸館+（BS朝日）

### ラジオ
- ひきこもりラジオ（NHKラジオ）